# نهاية عصبية حرة
نهاية عصبية حرة (FNE) أو نهاية عصبية عارية (بالإنجليزية: Free nerve ending)‏ هي عصبون وارد غير متخصص يرسل إشارته إلى عصبون حسي، يُعد العصبون الوارد في هذه الحالة وسيلة جلب المعلومات من محيط الجسم نحو الدماغ، وهي تعمل كمستقبلات الألم الجلدية، وتستخدمها الفقاريات بشكل أساسي للكشف عن المنبهات الضارة التي غالبًا ما تؤدي إلى الألم.

## البنيان
النهايات العصبية الحرة غير ممحفظة ولا تحتوي على تراكيب حسية معقدة، وهي أكثر أنواع النهايات العصبية شيوعًا، وغالبًا ما توجد في الجلد، إنها تشبه في الغالب الجذور الدقيقة للنبات، وهي تخترق الأدمة وتنتهي في الطبقة الحبيبية، تتسلل النهايات العصبية الحرة إلى الطبقات الوسطى من الأدمة وبصيلات الشعر المحيطة.

## الأنواع
النهايات العصبية الحرة لديها معدلات مختلفة من التكيف ووسائل التحفيز وأنواع الألياف.

### معدل التكيف
يمكن أن تتكيف أنواع مختلفة من النهايات العصبية الحرة بصورة سريعة أو بسرعة متوسطة أو بطيئة، تتكيف ألياف دلتا من النوع الثاني بسرعة بينما تتكيف ألياف دلتا من النوع الأول وجيم ببطء.

### الحاسة
يمكن أن تكتشف النهايات العصبية الحرة درجة الحرارة أو المنبهات الميكانيكية (اللمس، الضغط، التمدد) أو الخطر (حس الألم)، وهكذا تعمل النهايات العصبية الحرة المختلفة كمستقبلات حرارية ومستقبلات ميكانيكية جلدية ومستقبلات الألم، وبعبارة أخرى فإنهم يعبرون عن تعددية الحاسة.

### أنواع الألياف
تنتهي غالبية الألياف Aδ (دلتا) (المجموعة الثالثة) والألياف C (المجموعة الرابعة) بنهايات عصبية حرة.